# FK Mesto Prievidza
Der FK Mesto Prievidza ist ein ehemaliger slowakischer Fußballverein aus Prievidza. Er wurde 1918 als PAC Prievidza gegründet. Zwischen 1993 und 2000 spielte Prievidza in der höchsten slowakischen Spielklasse, der Corgoň liga. Im März 2010 zog der Klub die Herrenmannschaft wegen finanzieller Schwierigkeiten aus der zweiten slowakischen Liga zurück.

## Vereinsgeschichte
Der Verein machte zum ersten Mal überregional auf sich aufmerksam, als er 1972 unter dem Namen Baník Prievidza in die landesweite zweite tschechoslowakische Liga aufstieg. In der Saison 1973/74 verpasste Baník nur um zwei Punkte den Aufstieg in die 1. Liga, 1974/75 wurde die Mannschaft Vierter. Zwei Jahre später stieg Prievidza in die 3. Liga ab, der Wiederaufstieg in die inzwischen zweigeteilte 2. Liga glückte 1981. 1990 konnte Prievidza die Klasse abermals nicht halten, schaffte aber den sofortigen Wiederaufstieg.
In der letzten gemeinsamen tschechoslowakischen Saison 1992/93 qualifizierte sich Baník Prievidza durch einen vierten Platz in der slowakischen Gruppe der 2. Liga (1. SNFL) für die neue 1. Slowakische Liga.
In der ersten Saison konnte Prievidza die Klasse nur aufgrund des besseren direkten Vergleiches gegenüber dem punktgleichen Tabellenletzten FC Nitra halten. 1994/95 wurde der in MFK Prievidza umbenannte Klub neunter in der zwölf Teams umfassenden Liga. In der folgenden Saison stieg Prievidza als Schlusslicht nur deshalb nicht ab, weil die Liga um vier auf 16 Mannschaften erweitert wurde. Mit dem achten Rang in der Spielzeit 1996/97 erreichte Prievidza das beste Resultat der Vereinsgeschichte.

Logo des HFK Prievidza

In den kommenden Jahren ging es steil bergab. Nach einem zwölften und einem 14. Platz wurde Prievidza, das seinen alten Namen Baník wieder angenommen hatte, 1999/2000 Tabellenletzter und stieg in die 2. Liga ab. Die Mannschaft wurde in die 3. liga durchgereicht, aus der sie 2003 wieder aufsteigen konnte. 2003 fusionierte Baník mit MŠK TOPVAR – Horná Nitra Topoľčany und bildete den HFK Prievidza.
Der HFK konnte 2005 die Klasse nicht halten und stieg in die 3. Liga ab. Im Sommer 2006 kam es zu einer Reorganisation des slowakischen Ligensystems. Der höchsten Spielklasse, der Corgoň liga, folgte die zweitklassige 1. Liga und die zweigeteilte drittklassige 2. Liga. Der HFK Prievidza verpasste um einen Rang die Qualifikation für die 2. Liga západ. Da jedoch der FC Družstevník Báč aus finanziellen Gründen auf sein Startrecht verzichtete, rückte der HFK Prievidza nach.
Im Sommer 2007 kehrte der HFK Prievidza in die zweite slowakische Liga, die 1. Liga, zurück. Zur Saison 2008/09 benannte sich der Verein in FK Mesto Prievidza um. Im März 2010 gab der Klub den Rückzug vom Spielbetrieb bekannt, Grund waren finanzielle Schwierigkeiten.

## Spieler
- Ladislav Petráš (im Verein 1964 bis 1968, 19-facher tschechoslowakischer Nationalspieler)

## Vereinsnamen
- 1919 – PAC Prievidza
- 1928 – ŠK Prievidza
- 1943 – SOHG Prievidza
- 1948 – Sokol Prievidza
- 1949 – Sokol Carpatia Prievidza
- 1954 – Fusion Baník Novaky und Baník Prievidza
- 1961 – TJ Baník Prievidza
- 1994 – MFK Prievidza
- 1995 – FK Petrimex Prievidza
- 1998 – FK Baník Prievidza
- 2003 – HFK Prievidza (Fusion MŠK TOPVAR – Horná Nitra Topoľčany und FK Baník Prievidza)
- 2008 – FK Mesto Prievidza